# Осмоъгълно пано
 Тази статия е за хиперболичното пано.  За евклидовото пано вижте Пресечено квадратно пано.  
Осмоъгълното пано е правилно хиперболично пано. Връхната фигура е равностранен триъгълник. На всеки връх има три осмоъгълника. Дуалното пано е осморедово триъгълно пано.

## Оцветявания
Има три еднообразни оцветявания.
| Правилно | Пресичане | Всичкопресичане | Дуално        |
| -------- | --------- | --------------- | ------------- |
| {8,3}    | t1,2{8,4} | t0,1,2(4,4,4)   | f0,1,2(4,4,4) |

## Свързани многостени и пана

### Триредови пана
- триъгълен маркучостен
- тетраедър
- куб
- додекаедър
- шестоъгълно пано
- седмоъгълно пано
- осмоъгълно пано
- деветоъгълно пано

### Осмоъгълни пана
- осмоъгълно пано
- четириредово осмоъгълно пано
- петоредово осмоъгълно пано
- шесторедово осмоъгълно пано
- седморедово осмоъгълно пано
- осморедово осмоъгълно пано (себедуално)
- десеторедово осмоъгълно пано

### Пресечени квадратни пана
- осмоъгълен двустен
- пресечен куб
- пресечено квадратно пано
- пресечено петоредово квадратно пано
- пресечено шесторедово квадратно пано
- пресечено седморедово квадратно пано
- осмоъгълно пано
- пресечено деветоредово квадратно пано

### Триосмоъгълни пана
- осмоъгълно пано
- пресечено осмоъгълно пано
- триосмоъгълно пано
- пресечено осморедово триъгълно пано
- осморедово триъгълно пано
- четиритриосмоъгълно пано
- пресечено триосмоъгълно пано
- скосено триосмоъгълно пано
- тричетириъгълно дърво
- скосено тричетиритриъгълно пано

### Четириосмоъгълни пана
- четириредово осмоъгълно пано (сменяне: осморедово квадратно пано)
- пресечено четириредово осмоъгълно пано (сменяне: скосено осмоосмоъгълно пано)
- четириосмоъгълно пано (сменяне: шесторедово квадратно пано)
- осмоъгълно пано (сменяне: тричетириъгълно дърво)
- осморедово квадратно пано (сменяне: осморедово осмоъгълно пано)
- четиричетириосмоъгълно пано (сменяне: петоредово квадратно пано)
- пресечено четириосмоъгълно пано (сменяне: скосено четириосмоъгълно пано)

### Четиричетиричетириъгълни пана
- осморедово квадратно пано
- четириосмоъгълно пано
- осморедово квадратно пано
- четириосмоъгълно пано
- осморедово квадратно пано
- четириосмоъгълно пано
- осмоъгълно пано
- тричетириъгълно дърво
- осморедово осмоъгълно пано
- шесторедово квадратно пано